# Съдебна медицина
Съдебната медицина е специалност, която обхваща развитието и приложението на медицински и природно-научни знания за нуждите на съдебната система при наказателен или граждански процес.
Съдебната медицина е дял от медицината, който изучава случаите, свързани със съдебната практика, като обхваща и причините за насилствена смърт, телесни повреди и други.
Посредничеството между съдебните лекари и криминалистите е важна предпоставка при разследване на произшествия или криминални престъпления.

## Задачи и средства
Една от задачите на съдебната медицина е да установи причината за смъртта посредством оглед на трупа на мястото на произшествието или престъплението, както и извършване на аутопсия. Други дейности включват ДНК-анализ, изследване и съпоставяне на отпечатъци от пръсти, зъбни отпечатъци и изучаване ефекта на наркотици, алкохол и отрови върху човешкото тяло.

## Поддялове
- Съдебна психология
- Съдебна психиатрия [2]

## Съдебномедицинската наука в изкуството
- Аутопсия (1890 г.) от Енрике Симоне
- Изображение от книгата „Практически трактат по криминалистика“, стр. 128, 1834 г.
- Жерар де Ларес, Илюстрация към „Анатомия на човешкото тяло“, 1685 г.
- Леонардо да Винчи, „Бележки за мускулите на сърцето и асиметрия в тялото“